# Ceratonereis articulata
Ceratonereis articulata är en ringmaskart som först beskrevs av Ehlers 1887.  Ceratonereis articulata ingår i släktet Ceratonereis och familjen Nereididae. Inga underarter finns listade i Catalogue of Life.